# Asticta salax
Asticta salax là một loài bướm đêm trong họ Erebidae.